# Française des jeux
La Française des jeux är ett statligt företag, grundat 1976 i Frankrike och ägt till 72% av den franska staten som givit företaget spelmonopol i hela Frankrike inklusive departement och territorier bortom haven. La Française des jeux sponsrar även ett stall tävlingscyklister, se Française des Jeux (cykelstall).

## Andra franska företag som driver spel om pengar
- PMU: Har monopol på hästkapplöpningar, hundkapplöpningar och matcher i baskisk pelota.
- Kasinon: har monopol på spel som roulette och Black Jack